# 鄭紹叔
鄭 紹叔（てい しょうしゅく、464年 - 508年）は、南朝斉から梁にかけての政治家・軍人。字は仲明。本貫は滎陽郡開封県。

## 経歴
宋の高平郡太守の鄭琨の孫にあたる。代々寿陽に居住した。幼くして父を失い、貧しい少年時代を送った。20歳を過ぎて、安豊県令となり、有能で知られた。司州に召されて主簿に任じられ、治中従事史に転じた。
建武2年（495年）、司州刺史の蕭誕の弟の蕭諶が処刑されると、南朝斉の朝廷は軍を派遣して蕭誕の身柄の拘束にやってきた。蕭誕の側近たちは驚いて逃げ散ったが、紹叔は難を聞いて、ひとり蕭誕のもとにかけつけた。蕭誕が死去すると、紹叔が蕭誕の柩を護送したので、節義をたたえられた。建康に到着すると、司空の徐孝嗣が紹叔を見て、「祖逖の流なり」と評した。
蕭衍が司州刺史となると、紹叔はその下で中兵参軍となった。蕭衍が刺史を退任して建康に帰ると、紹叔を迎えようとした。紹叔は留任を願い出たが、蕭衍は紹叔の才能を買って許さず、寿陽に帰ることとなった。刺史の蕭遙昌が紹叔を召しだそうとしたが、紹叔はこの命令を拒否した。蕭遙昌は怒って紹叔を捕らえようとしたが、郷里の人に救われて免れた。蕭衍が雍州刺史となると、紹叔は間道を通って雍州におもむき、寧蛮長史・扶風郡太守に任じられた。
東昏侯が朝臣たちを害するようになり、蕭衍も疑われるようになった。紹叔の兄の鄭植が東昏侯に仕えていたので、東昏侯は鄭植を紹叔に会わせる名目で雍州に派遣して、使者を刺客にしようとした。紹叔はこのことを知って、ひそかに蕭衍に報告した。鄭植がやってくると、蕭衍は紹叔に酒宴を用意させ、鄭植をからかった。鄭植に雍州の城内を案内し、兵士や武器や戦艦や軍馬の充実を見せつけた。鄭植が別れを請うと、紹叔は「兄もし雍州を取りたくば、紹叔この衆をもって一戦を請わん」と言った。紹叔は鄭植を南峴に送り、たがいに泣いて別れた。
蕭衍が起兵すると、紹叔は冠軍将軍となり、驍騎将軍に転じた。蕭衍に従って江州に下り、江州の行政を任され、江州と湘州の食糧輸送を監督した。天監元年（502年）、梁が建国されると、衛尉卿となった。母が死去すると、服喪のため辞職した。ほどなく冠軍将軍・右軍司馬となり、営道県侯に封じられた。再び衛尉卿となり、冠軍将軍の位を加えられた。営道県の戸口が減ったため、東興県侯に改封された。
天監3年（504年）、北魏軍が合肥を包囲すると、紹叔は軍を率いて東関に駐屯した。天監4年（505年）、使持節・征虜将軍・司州刺史となった。天監6年（507年）、召還されて左衛将軍となり、通直散騎常侍の位を加えられ、司豫二州大中正を兼ねた。病が重くなり、宮中から医薬が届けられた。天監7年（508年）、府舎で死去した。享年は45。散騎常侍・護軍将軍の位を追贈された。諡は忠といった。
子の鄭貞が後を嗣いだ。

## 伝記資料
- 『梁書』巻11 列伝第5
- 『南史』巻56 列伝第46